# Ce que la culture doit aux Arabes d'Espagne
Ce que la culture doit aux Arabes d'Espagne (titre original : La cultura hispano-árabe en Oriente y Occidente) est un livre de Juan Vernet achevé depuis 1974 et publié en 1978. Sa traduction en langue française, qui est une version enrichie, est due à Gabriel Martinez-Gros et paraît en 1985. 

## Résumé

Astrolabe, Saragosse, 1079-1080.

Le livre commence par l'évocation du contexte historique, politique et dynastique, dans lequel la science hispano-arabe a pris son essor à l'époque de l'émir  Abd al-Rahmân II (822-852). Les aspects de l'héritage antique dans le monde arabe sont ensuite examinés dans leur rapport avec la péninsule hispanique. Puis les activités de traduction sont envisagées dans le sens des langues grecque et syriaque vers l'arabe et dans le sens de l'arabe au latin.
Les chapitres suivants étudient les sciences, siècle par siècle, du Xe au XIIIe : astronomie, astrologie, alchimie ésotérique, alchimie exotérique, médecine, sciences occultes, mathématiques, physique, alchimie, technique, nautique, géologie, botanique, zoologie, médecine ; mais aussi : la philosophie, la religion, l'art, l'épique, la lyrique, l'art narratif.

## Critiques
Pour l'historien Floréal Sanagustin : « L'intérêt majeur de ce livre, outre la qualité de ses annotations et son index très fouillés […] réside dans le fait que Juan Vernet a su éviter l'écueil qui eût consisté à établir un inventaire pur et simple des œuvres scientifiques traduites en Andalus entre le Xe et le XIIIe siècle. Bien au contraire, l'auteur étudie en détail le contexte historico-culturel qui favorisa l'éclosion de ce qu'il est convenu d'appeler la culture arabo-musulmane et sa transmission en Occident chrétien, par le biais de l'Andalus ».
Selon Miquel de Epalza, l'ouvrage s'avère « fondamental pour la connaissance de la culture scientifique arabe, ... et sa transmission en Europe ».
María Rosa Menocal estime que Juan Vernet, dans ce livre, a porté une attention minutieuse non seulement à la littérature hispano-arabe, comme dans ses précédents écrits, mais également à la question controversée de la relation entre cette branche de la littérature arabe et les littératures naissante de romances.
Selon Mariano Arribas, l'objet de cette œuvre consiste en l'exposition systématique de la fonction primordiale jouée par l'Espagne dans la transmission de la culture classique et de la culture orientale, recueillies et élaborées par le monde arabe, à l'Europe occidentale.
L'ouvrage est également salué par Robert I. Burns qui le considère comme particulièrement intéressant pour les historiens par la richesse de l'inventaire recensé, notamment dans le domaine des savoirs depuis le XIe siècle jusqu'au XIIIe, en mathématiques et en astronomie sans oublier la philosophie et les sciences occultes.